# Lampides jambia
Lampides jambia är en fjärilsart som beskrevs av Hans Fruhstorfer 1916. Lampides jambia ingår i släktet Lampides och familjen juvelvingar. Inga underarter finns listade i Catalogue of Life.